# The Settlers: Rise of an Empire
The Settlers: Rise of an Empire (с англ. — «Поселе́нцы: Расцве́т импе́рии») — шестая игра в серии The Settlers. Она была создана компанией Blue Byte Software и выпущена компанией Ubisoft. Дата выпуска игры в США — 25 сентября 2007 года, в Европе — 28 сентября 2007 года, а в Австралии — 30 сентября 2007 года.

## Коллекционное издание
Также было доступно ограниченное издание игры. В Германии оно содержало вместе с игрой книгу с рисунками, бонусный DVD, оригинальный саундтрек, лист с деревом технологического развития и диск с демоверсией. Российское коллекционное издание содержало:
- DVD-диск с игрой.
- Руководство пользователя.
- Бонусный диск с видеоматериалами.
- Саундтрек игры.
- Книга с рисунками.
- Двухсторонний плакат с таблицей развития города и персонажа.
- Игру "The Settlers II. Юбилейное издание"[9].

## Игровой процесс
The Settlers: Расцвет империи является представителем жанра стратегий классической экономической модели немецкой игровой школы. Цели игрока в The Settlers: Rise of an Empire следующие: развитие экономической инфраструктуры средневекового поселения (строительство дорог и зданий, добыча сырья, производство товаров), укрепление и защита крепостных стен, забота о жителях. Поселенцы имеют различные потребности, которые должны быть удовлетворены, иначе они забастуют. Новый мир разделён на четыре климатические зоны, где меняются времена года и погодные условия, что влияет на эффективность добычи ресурсов и скорость расширения империи.
В Расцвете империи впервые в серии появились женщины-поселенцы. Подобно Black & White и Beasts & Bumpkins, население городов напрямую зависит от количества заключаемых браков. Ярмарки — лучшее место для поисков женихов и невест; они же поддерживают торговые отношения с другими странами, приносят солидную прибыль и развлекают народ.
Впервые в серии возникает юнит Рыцарь, отображающий уровень лидерства игрока. Являясь военной единицей, Рыцарь становится ключевым условием для развития поселения и выполнения квестов. С каждым новым уровнем игрок получает доступ к новым зданиям и военным подразделениям, но это одновременно увеличивает потребности поселенцев, отражая более высокий уровень жизни. Всего существует шесть рыцарей, каждый из которых имеет уникальные игровые черты.
Кампания состоит из шестнадцати миссий в четырёх климатических зонах. Есть также два типа одиночных карт: Свободные карты поселений - где игрок может создавать город в мире, и карты с заданиями, вовлекающие в выполнение ряда заданий.

## Создание игры
В бета тесте игры участвовали только участники сайта GameSpot.
Демоверсия игры была выпущена Ubisoft 23 августа 2007 года. Демоверсия включает в себя «две карты: обучающую миссию и карту для ведения боевых действий».

## Реакция критики
| Сводный рейтинг    | Сводный рейтинг |
| Агрегатор          | Оценка          |
| ------------------ | --------------- |
| GameRankings       | 64,89 %         |
| Metacritic         | 66/100          |
| Иноязычные издания |                 |
| Издание            | Оценка          |
| Eurogamer          | 5/10            |
| G4                 | 3/5             |
| GameSpot           | 7,0/10          |
| GameSpy            | 2,5/5           |
| IGN                | 6,5/10          |

### Зарубежная игровая журналистика
Игру ожидал смешанный приём. Пока многие рецензенты отмечали высокий уровень графики и анимации, разочарование вызвал слишком упростившийся геймплей игры, а также наличие багов и вылетов. Последнее было исправлено с выходом патча 1.7.1.

### Российская игровая пресса
Крупнейший российский портал игр Absolute Games поставил игре 68 %. Обозреватель отметил интересные нововведения игры и красивую графику. К недостаткам была отнесена её лёгкость. Вердикт: «Лучше, наверное, уже не будет, идея выработана сполна. Утопический средневековый коммунизм привлекает не логикой и сложными игровыми ситуациями, а всеобщим счастьем».
Игромания поставила игре 7.5 баллов из 10-ти, сделав следующее заключение: «Живой мир маленьких трёхмерных человечков завораживает, а размеренное строительство открыточного средневекового посёлка успокаивает и вселяет в душу гармонию. Жаль ненадолго».
Страна Игр поставила игре 8.5 из 10-ти баллов, сделав следующее заключение: «Очаровательная игра, живущая где-то между архаикой и современностью, между действием и созерцанием».

## Дополнение

### The Settlers: Расцвет империи — Восточные земли
К игре было выпущено дополнение — The Settlers: Расцвет империи — Восточные земли (англ. The Settlers: Rise of an Empire — The Eastern Realm), релиз состоялся 18 апреля 2008 года в Европе.
Оно добавляло новую климатическую зону (тропики), которая существенно отличается от имеющихся в игре. Земля в тропическом климате плодородна, отсутствуют зимы. Однако два месяца в году идут муссонные дожди, во время которых нельзя пересечь реку, в мутной воде не ловится рыба, из-за сильных дождей собирать мёд и выращивать зерно тоже невозможно. Был добавлен новый рыцарь - принцесса Сарэйя. В игре появились геологи, которые могут находить новые ресурсы в старых шахтах и каменоломнях, а также находить воду в колодцах. Новый тип зданий - фактории - строится на территории союзника, позволяет каждый месяц производить обмен товарами. Добавлено множество новых объектов украшений. 
The Settlers Gold Edition вышло 30 сентября 2008 года,  и содержало на одном диске The Settlers: Rise of an Empire и The Eastern Realms. В России не издавалось.
В игре, на шестом уровне можно найти отсылку к игре The Settlers: Heritage of Kings, где идет речь о короле Дарио, который является главным героем одноименной игры.
- Редактор карт устанавливается вместе с игрой.